# Fernando Climent Huerta
Fernando Climent Huerta (ur. 27 maja 1958 w Coria del Río) – hiszpański wioślarz, srebrny medalista olimpijski i wielokrotny medalista mistrzostw świata.

## Kariera
Wystartował na igrzyskach olimpijskich w Los Angeles w 1984, gdzie razem z Luisem Lasúrtegui zdobył srebrny medal w dwójkach bez sternika. W finale o 3,48 sekundy przegrali z osadą Rumunii, a o 2,94 sekundy pokonali osadę Norwegii. Był to pierwszy w historii medal olimpijski w wioślarstwie dla Hiszpanii. Na rozgrywanych cztery lata później igrzyskach olimpijskich w Seulu w tej samej konkurencji Hiszpanie odpadli w repasażach pierwszej rundy. Następnie brał udział w igrzyskach olimpijskich w Barcelonie w 1992, zajmując dziewiąte miejsce w czwórkach bez sternika. Brał też udział w igrzyskach olimpijskich w Atlancie w 1996, gdzie w czwórkach bez sternika wagi lekkiej zajął 14. miejsce. 
Na mistrzostwach świata w Amsterdamie (1977) wraz z kolegami zdobył srebrny medal w ósemkach wagi lekkiej. W konkurencji tej zdobył później złoto na mistrzostwach świata w Bledzie (1979) oraz brąz na mistrzostwach świata w Hazewinkel (1980), mistrzostwach świata w Monachium (1981) i mistrzostwach świata w Lucernie (1982). Następnie Climent i Lasúrtegui zdobyli brązowy medal w dwójkach bez sternika podczas mistrzostw świata w Hazewinkel (1985). Ponadto zdobył srebro w dwójkach podwójnych wagi lekkiej na mistrzostwach świata w Bledzie (1989), brąz w czwórkach bez sternika wagi lekkiej na mistrzostwach świata w Wiedniu (1991) oraz złoto w dwójkach bez sternika wagi lekkiej na mistrzostwach świata w Račicach (1993).
Po zakończeniu kariery został działaczem sportowym. W latach 1993-2016 był przewodniczącym Hiszpańskiej Federacji Wioślarskiej (Federación Española de Remo).